# استفی کراکر
استفی کراکر (به انگلیسی: Steffi Kraker) ژیمناست زادهٔ ۲۱ آوریل ۱۹۶۰ میلادی اهل کشور آلمان شرقی است.